# Кампиља деи Беричи
Кампиља деи Беричи је насеље у Италији у округу Виченца, региону Венето.
Према процени из 2011. у насељу је живело 935 становника. Насеље се налази на надморској висини од 15 м.

## Становништво
| 1951. | 1961. | 1971. | 1981. | 1991. | 2001. | 2011. |
| ----- | ----- | ----- | ----- | ----- | ----- | ----- |
| 2.097 | 1.728 | 1.617 | 1.674 | 1.742 | 1.746 | 1.791 |